# BHB Brauholding Bayern-Mitte
Die BHB Brauholding Bayern-Mitte AG ist eine deutsche Unternehmensgruppe der Getränkeindustrie mit Sitz in Ingolstadt. Die Aktie ist nach dem IPO seit 8. Juli 2010 an der Börse München im Mittelstandssegment m:access notiert.

## Struktur und Produktion
Das operative Braugeschäft wird von der Herrnbräu GmbH & Co. KG wahrgenommen. Unter der Marke Herrnbräu werden Biere produziert. Alkoholfreie Getränke werden unter dem Namen Bernadett Brunnen produziert. 2008 wurden die Markenrechte der ehemaligen Brauerei Ingobräu erworben. Als Fremdmarken werden Biere der vorher selbst brauenden Brauereien Gritschenbräu (Schrobenhausen, seit 2009), Leitner-Bräu (Schwabach, seit 2010) und Schlossbrauerei Herrngiersdorf (seit 2014) produziert und vertrieben.
Hauptabsatzgebiet sind Teile Oberbayerns und Bayerisch-Schwabens um Ingolstadt und Schrobenhausen sowie der Raum Schwabach, es wird jedoch auch nach Italien und Polen exportiert. Zum Immobilienbesitz gehören neben den Braustätten auch Brauereigaststätten.
Die BHB-Aktie wird zu 35,5 % von der BBI Bürgerliches Bräuhaus Immobilien AG, Ingolstadt und zu 9,7 % vom BHB-Management gehalten, 54,8 % sind im Streubesitz.
Der Umsatzerlös der BHB erreichte 2011 16,1 Mio. Euro, der Getränkeabsatz 214.000 Hektoliter (davon weit überwiegend Eigenproduktion, nur ein geringer Anteil Handelsgeschäft mit Fremdmarken).